# Schwert und Herd
Schwert und Herd ist ein deutscher Stummfilm von 1916 mit propagandistischer Ausrichtung.

## Handlung
Im Mittelpunkt der Handlung stehen die Leben zweier Familien, die sozial zutiefst unterschiedlicher Stände angehören. Da ist auf der einen Seite der Rittergutsbesitzer Krafft, der mit Frau und Tochter ein prächtiges Anwesen mit großem Landbesitz sein Eigen nennt. Sein proletarisches Gegenüber wird durch den wackeren Schmied Wilhelm Trautmann verkörpert. Der Höhepunkt zu Friedenszeiten dieser beiden Kreise, die ansonsten kaum Berührungspunkte finden, bilden zwei Liebesgeschichten und ein prachtvoll gestaltetes Erntedankfest. 
Dann aber bricht der Krieg aus, und im Schlachtengetümmel gibt es bald die ersten Toten und schwer Verwundeten. Jetzt ist die Solidarität in der Heimat gefragt. Der Kaiser sagt, er kenne keine Parteien mehr, sondern nur noch Deutsche, und so wird erwartet, dass auch in der Heimat fern der Front, wo die Soldaten das Vaterland verteidigen sollen, Solidarität über alle Klassenschranken hinweg geübt wird. Dies äußert sich praktisch darin, dass auch der Großgrundbesitzer Krafft Land an die heimkehrenden und an Armen und Beinen versehrten Soldaten abgeben muss, damit ihnen eine Zukunft gesichert werden kann. Schließlich willigt Krafft ein, eine Parzellierung seines Landes vorzunehmen.

## Produktionsnotizen
Schwert und Herd entstand im Literaria-Film-Atelier in Berlin-Tempelhof. Die Dreharbeiten wurden 1916 durch eine Fülle von Artikeln in den Fachblättern Der Kinematograph und Lichtbild-Bühne begleitet. Die Uraufführung erfolgte im prachtvollen Ambiente am 6. Januar 1917 in der Berliner Philharmonie im Rahmen einer Wohltätigkeitsvorstellung. Ludwig Fulda verfasste dazu einen Prolog, den Amanda Lindner vortrug. Kammersänger Joseph Schwarz sang das eigens von Prof. Ferdinand Hummel komponierte Lied Das Kaisergebet. Der Sechsakter maß bei der Uraufführung eine Länge von 2779 Meter, wurde aber später – zum Teil beträchtlich (bis auf 984 Meter) – heruntergekürzt
Die Einnahmen aus dem Film wurde der Kriegsbeschädigten-Fürsorge zur Verfügung gestellt. Leopold von Ledebur und Carl de Vogt gaben hier ihr Filmdebüt. Die Filmbauten entwarf J. von Santho.

## Kritik
„Die Tendenz ist nicht aufdringlich, und die Kriegsdarstellung hascht nicht nach Sensationen, verfehlt aber besonders in der Sterbeszene des fünften Aktes nicht ihren starken Eindruck. Die schauspielerische Besetzung, an der besonders Kräfte des Hoftheaters beteiligt sind, ist durchweg zu loben.“

„Der Film selbst stellt ein Tendenzwerk dar (…) Skowronnek hat diese Tendenzidee in eine geschickte und unterhaltsame Form gekleidet, sodaß das Tendenziöse absolut in den Hintergrund tritt. Professor Hummel hat zu dem 6aktigen Filmwerk eine Musik geschrieben, die den einzelnen Szenen und Bildern eine prägnante musikalische Illustration geben. Die Hauptrollen des Films waren von erstklassigen Solodarstellern des Königlichen Schauspielhauses verkörpert. Die gewandte Regie des Dr. Viktor Mendel stellte prächtige Dekorationen und herrliche Naturszenerien.“